# Piu (Fussballspieler)
Piu, bürgerlich Fabrício Nogueira Nascimento (* 1. Oktober 1976 in Pereira Barreto), ist ein ehemaliger brasilianischer Fussballspieler und aktiver Fußballtrainer.

## Karriere

### Als Spieler
Fabrício Nascimento Nogueira wurde in seiner Heimat «Bill» genannt. Nach seinem Wechsel nach Europa nahm er den Spitznamen Piu an. Seine grössten Erfolge feierte Piu in der Schweiz, vor allem beim FC Wohlen. Er wechselte 2002 zum Fussballteam aus dem Freiamt, das zum ersten Mal in die zweithöchste Schweizer Fussballliga aufgestiegen war (damals Nationalliga B – heute Challenge League). Im ersten Heimspiel des FC Wohlen in der neuen Liga traf die Mannschaft auf den favorisierten Kantonsrivalen FC Baden. Piu steuerte einen der beiden Treffer zum 2:1-Sieg des FC Wohlen bei und spielte sich so in die Herzen der Fans. Der FC Wohlen wurde zu seinem Stammverein. Er wechselte zwar zweimal zum SC Kriens, kam aber in beiden Fällen nach einem Jahr wieder nach Wohlen zurück. Beim Fussballclub aus dem Freiamt beendete er schliesslich auch seine Karriere.

### Als Trainer
2014 übernahm Piu den Job als Trainer des FC Mutschellen. Nach zwei Spielzeiten stieg er mit dem Verein aus der 2. in die 3. Liga ab, worauf er den Rücktritt erwog. Die Verantwortlichen überzeugten ihn jedoch davon, in Mutschellen zu bleiben. Piu stieg mit dem Verein wieder in die 2. Liga auf.
In der Spielzeit 2017/18 war er Co-Trainer des FC Wohlen neben Cheftrainer Ranko Jakovljevic und Goalietrainer Pascal Zuberbühler. Als 2018 bekannt wurde, dass sich der FC Wohlen nach 16 Jahren aus dem Profisport zurückzieht und künftig in der Promotion League spielen wird, war Piu die erste Wahl als neuer Cheftrainer. Nach dem Fall auf einen Abstiegsplatz 2019 musste er seinen Posten jedoch räumen.
Im Sommer 2020 übernahm Piu den FC Muri in der fünftklassigen 2. Liga interregional. Nach einem siebten Platz in seiner ersten Saison erreichte er mit der Mannschaft 2022 als Tabellenzweiter den Aufstieg in die 1. Liga, wo anschliessend der Klassenerhalt erreicht werden konnte.
Im Sommer 2023 kehrte er zum FC Wohlen zurück und wurde erneut Cheftrainer der Mannschaft, die inzwischen ebenfalls in der viertklassigen 1. Liga antritt.

## Persönliches
Der Brasilianer wohnt mit seiner Familie in Wohlen und hat sich mittlerweile dort einbürgern lassen.